# Nitrospira inopinata
„Candidatus Nitrospira inopinata“ (informell kurz: Nitrospira inopinata, GTDB: Nitrospira_D inopinata) ist ein Bakterium aus dem Phylum Nitrospirota. Dieses Phylum enthält Nitrit-oxidierende Bakterien, die bei der Nitrifikation eine Rolle spielen. Interessanterweise konnte gezeigt werden, dass Ca. N. inopinata eine vollständige Oxidation von Ammoniak zu Nitrat durchführt und damit das erste entdeckte Comammox-Bakterium (englisch complete ammonia oxidizers) ist.
Ca. N. inopinata wurde in einer Anreicherungskultur kultiviert. Das ursprüngliche Inokulum wurde 2011 aus einem mikrobiellen Biofilm gewonnen, der auf der Metalloberfläche eines mit heißem Wasser (56 °C, pH-Wert 7,5) bedeckten Rohrs wuchs, das aus einem 1.200 m tiefen Ölexplorationsbohrloch in Auschiger (russisch Аушигер, englisch Aushiger), Nordkaukasus, Russland, geholt wurde.  Das Kultivierung in Reinkultur wurde 2017 erreicht.
Das Genom von Ca. N. inopinata wurde 2015 veröffentlicht und umfasst 3,3 Mbp (Megabasenpaare), mit 3.116 Genen und einem GC-Gehalt von 59,2 %. Referenzstamm ist ENR4, Die NCBI-Zugangsnummer lautet LN885086.

## Signifikanz
2024 zeigten Palatinszky, Wagner et al. dass Ca. N. inopinata auf Guanidin als einzigem Substrat wachsen kann.
Das in der Natur weit verbreitet Guanidin wird von mehreren Mikroorganismen als Stickstoffquelle genutzt, jedoch waren zuvor keine Mikroorganismen bekannt, die auf Guanidin als einzigem Substrat wachsen. Das Team vermutet jedoch, dass die meisten anderen Comammox-Mikroorganismen auf Guanidin als einziger Energie-, Reduktionsmittel- und Stickstoffquelle gedeihen können.
Mit Hilfe von Proteomik, Enzymkinetik und der Kristallstruktur des Guanidinase-Homologs dieses Bakteriums ließ sich zeigen, dass es sich um eine echte Guanidinase handelt.
Offenbar kann Guanidin als Substrat für die Nitrifikation durch Comammox-haltigen Mikrobiome aus landwirtschaftlichen Böden und Kläranlagen in der Umwelt dienen.
Da Ca. N. inopinata nur geringe Mengen an Lachgas (Distickstoffmonoxid, N2O) – weniger als andere Bodenbakterien – erzeugt, lassen sich die Emissionen dieses schädlichen Treibhausgases möglicherweise durch eine gezielte Guanidin-Dünung reduzieren.
Guanidin ist Stickstoffverbindung, die mit menschlichem und tierischem Urin ausgeschieden wird und bei der Herstellung von Kunststoffen, als Flammschutzmittel und als Bestandteil von Treibstoffen weithin Einsatz findet.
Es soll nun geprüft werden, ob die Zugabe von Guanidin zu Düngern die Häufigkeit dieser nützlichen Bakterien im Ackerboden steigern und auf diesem Weg die landwirtschaftlichen N2O-Emissionen tatsächlich verringern kann.